# TT31
| Aa1 · n | sw | w |

| Aa1 · n | sw | w |

| N17 · Z1 · N21 |

| N17 · Z1 · N21 |

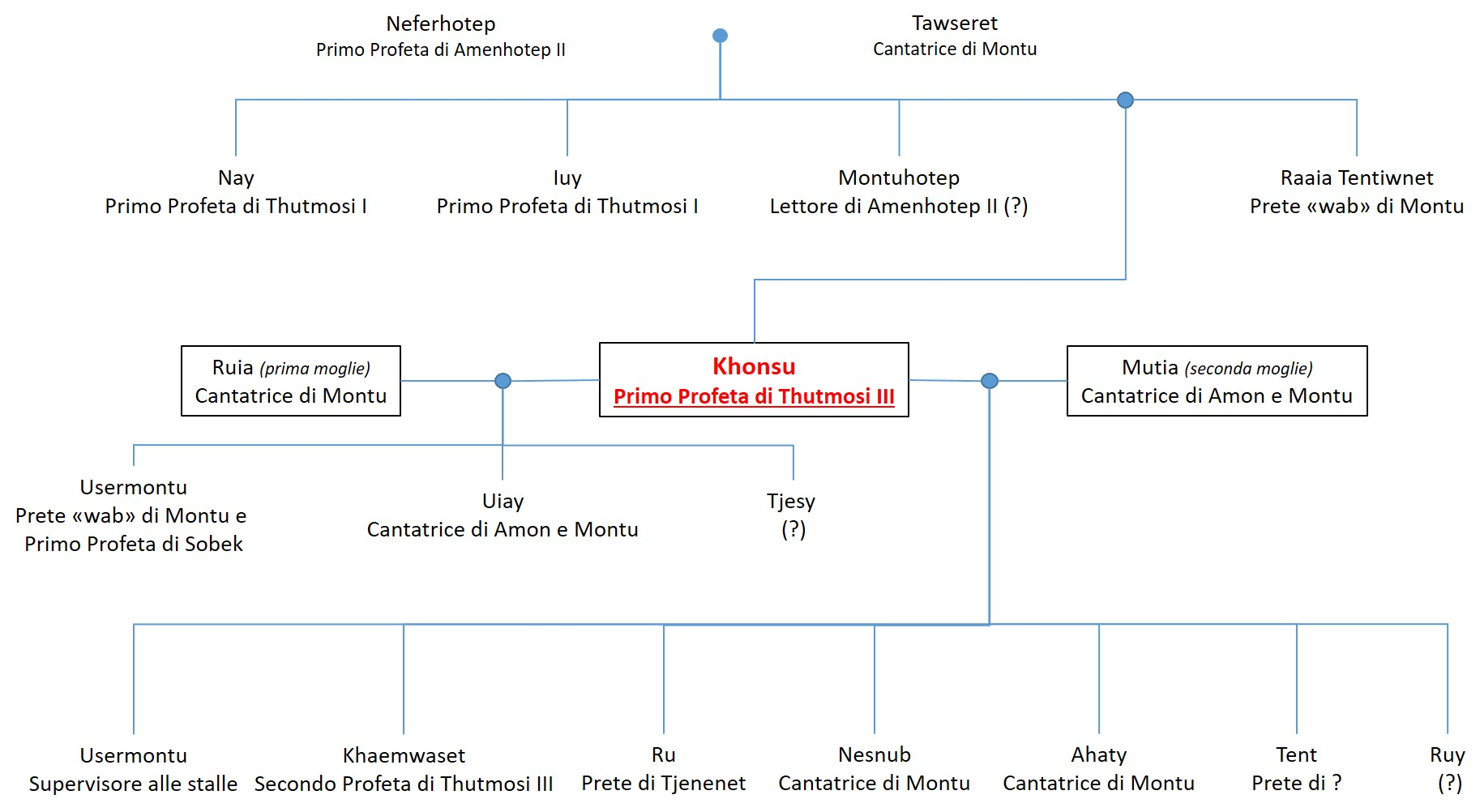
TT31 Genealogia di Khonsu

TT31 (Theban Tomb 31) è la sigla che identifica una delle Tombe dei Nobili ubicate nell’area della cosiddetta Necropoli Tebana, sulla sponda occidentale del Nilo dinanzi alla città di Luxor, in Egitto. Destinata a sepolture di nobili e funzionari connessi alle case regnanti, specie del Nuovo Regno, l'area venne sfruttata, come necropoli, fin dall'Antico Regno e, successivamente, sino al periodo Saitico (con la XXVI dinastia) e Tolemaico.

## Titolare
TT31 Era la tomba di:
| Titolare               | Titolo                                        | Necropoli           | Dinastia/Periodo                        | Note                                       |
| ---------------------- | --------------------------------------------- | ------------------- | --------------------------------------- | ------------------------------------------ |
| Khonsu Ta (o anche To) | Primo Profeta di Men-Kheper-Ra (Thutmosi III) | Sheikh Abd el-Qurna | XIX dinastia (Ramses II)/inizi della XX | nella piana, a sud della TT30 e dalla TT50 |

## Biografia
Particolarmente importante la linea di discendenza di Khonsu Ta il cui bisnonno, Usermontu, era stato visir durante il periodo amarniano. Molti membri della famiglia sono rappresentati nei dipinti parietali della tomba; per altri personaggi non è stata possibile un'identificazione. Secondo alcuni egittologi la tomba sarebbe stata progettata per un tale Ta, alla fine della XVIII dinastia, e quindi usurpata da Khonsu nel Periodo ramesside; altri intendono invece, ed è questa la tesi più accreditata, che Ta e Khonsu siano nomi riferiti al medesimo individuo.
L'incarico principale esercitato da Khonsu era Primo Profeta (del culto funerario) di Men-Kheper-Ra (ovvero Thutmosi III), ma era anche "Primo Profeta di Montu, Signore di Tod", "Supervisore del bestiame di Men-Kheperu-Ra (Thutmosi IV). Esiste dubbio se abbia ricoperto anche l'incarico di "Primo Profeta del culto funerario di Amenhotep II", ricoperto certamente da suo padre Neferhotep.
I dipinti parietali della TT31 consentono di compilare un albero genealogico che vede:
- padre: Neferhotep, Primo Profeta del culto di Amenhotep II;
- madre: Tawseret, cantatrice di Montu[N 10];
- nonno (?): Nebhemhyt[N 11] "portatore del gran reggimento di Neb-Maat-Ra (Amenhotep III)";
- bisnonno: Usermontu, che esercitò le funzioni di visir alla fine del periodo Amarniano, molto probabilmente sotto Tutankhamon. Tale personaggio, di cui portano il nome due figli di Khonsu, viene rappresentato più volte nella tomba, così come il fratello di Khonsu, Iuy, Primo Profeta di Thutmosi I;
- prima moglie: Ruia, Cantatrice di Montu, che gli diede due, o forse tre, figli: Usermontu[N 12][N 13], Uiay[N 14] e Tjesy (?);
- seconda moglie: Mutia (detta anche Maiay, o Maay), Cantatrice di Amon e Montu, che gli diede sette figli: Usermontu[N 15], Khemwaset[N 16], Ru[N 17], Nesnub[N 18], Ahaty[N 19], Tent[N 20], Ruy (?).

Altri venti personaggi sono rappresentati nei dipinti parietali di TT31, ma non esistono riferimenti su costoro e non è chiarito il rapporto con il titolare della tomba.

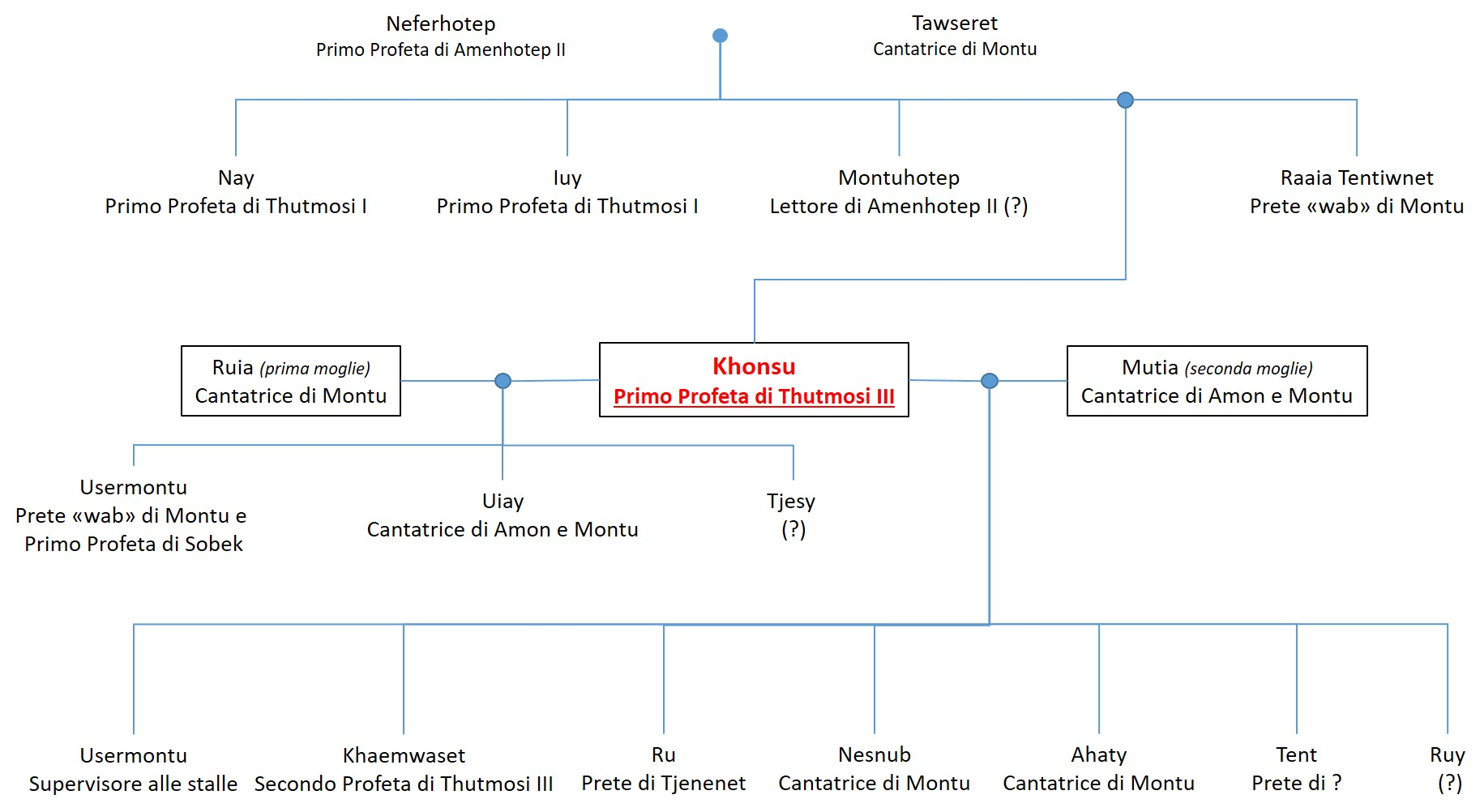
Albero genealogico di Khonsu.

## La tomba
TT31 era già nota a Karl Richard Lepsius ed Ernesto Schiaparelli, ma solo nel 1908 Arthur Weigall la dotò di una porta in ferro per proteggerne il contenuto artistico, e solo nel 1925 si procedette a lavori di consolidamento e restauro dei dipinti parietali. Durante tali lavori venne scoperta la cappella, molto ben preservata, e la TT31 venne complessivamente trattata da Norman de Garis Davies e Alan Gardiner nel 1948 in un loro testo riferito a sette tombe private della necropoli di Sheikh Abd el-Qurna.
La tomba, con pianta a "T" rovesciata, ha orientamento sud-ovest/nord-ovest, con ingresso a sud e presenta stili dei dipinti differenti; all'ingresso, infatti, si possono notare stili tipici della tarda arte amarniana, mentre in altri dipinti lo stile amarniano è superato ed è palese lo stile del Periodo ramesside. Tutte le camere della TT31, ed i relativi soffitti, sono dipinti, ma i danneggiamenti furono principalmente causati, nei millenni, dallo slittamento delle pareti e degli strati rocciosi data la scarsa qualità della roccia in cui la tomba venne scavata.
TT31 si articola in:
- cortile di accesso[N 22], in cui restano scarse tracce di decorazione;
- facciata in cui si apre l'ingresso alla tomba fiancheggiata da due stele (1 e 2 in planimetria) tagliate direttamente nella roccia[N 23];
- passaggio di entrata (3)[7]:
  - a sinistra entrando, due Anubi accucciati sovrastano Khonsu che veste una pelle di pantera ed è rappresentato come prete "sem"[N 24]; è seguito da sua madre Tawseret, da suo figlio Usermont e dalla seconda moglie Mutia; un altro personaggio, a causa dei danni, non è identificabile;
  - a destra i rilievi sono gravemente danneggiati; è possibile individuare Khonsu, con il cranio rasato che ne indica la funzione sacerdotale, mentre altri personaggi sono troppo danneggiati e non identificabili;
  - il soffitto è decorato con voli di uccelli di un tenue blue, con tracce di bianco e rosso, su sfondo giallo;
- camera trasversale (a creare il braccio traverso della "T" capovolta)[N 25]:
  - il soffitto è completamente perso;
  - corridoio sinistro (sud) (4-5-6 in planimetria): i dipinti sono alquanto danneggiati, specie nella parte bassa; tutte le pareti sono suddivise in registri sovrapposti (ed alcuni di questi a loro volta suddivisi in sotto-registri), sono rappresentate processioni per il dio Montu[N 26] in cui il titolare della tomba, Khonsu, svolge ruoli particolarmente preminenti;
  - corridoio destro (nord)(7-8-9): i dipinti sono meglio preservati di quelli del lato sinistro e le scene parietali, tutte connesse al culto di Osiride, sono disposte su un unico registro. Anche in questo caso l'officiante è da identificarsi in Khonsu anche se non esiste riferimento testuale in tal senso[8]. Una delle scene, speculare a quella del corridoio sinistro, rappresenta la processione fluviale della statua del faraone Thutmosi III sulla sua barca sacra;
- accesso alla camera longitudinale della "T" capovolta[N 27]: la porta è in asse con l'ingresso della tomba (10); le pareti laterali hanno perso i dipinti che le decoravano ancora visibili solo sull'architrave. Il soffitto geometrico è ben conservato ed è ripartito in scacchi bianchi e blu, questi ultimi contengono grappoli d'uva alternati con tralci di vite rappresentati da linee in rosso;
- camera longitudinale[N 28][9] e in buone condizioni, con disegno geometrico di linee sinusoidali affiancate, di colore nero, giallo, rosso e bianco. I dipinti superstiti sulle pareti (11-12-13), benché danneggiati, si presentano in buone condizioni e rappresentano scene di riti religiosi;
- passaggio per l'anticamera[N 29]: le pareti (14) hanno quasi completamente perso i dipinti, fatte salve le tracce di due donne, sedute, una per ciascun lato, rivolte verso l'ingresso della tomba. 
  - soffitto: in ottime condizioni. Papaveri rossi si distaccano dal fondo bianco su cui si innalza un volo di anatre sui propri nidi in cui si distinguono le uova e alcuni piccoli. Intervallate alle anatre, volano alcune locuste. Sono ben riconoscibili i canoni particolari dell'arte amarniana della XVIII dinastia;
- anticamera[N 30]: è stata tagliata rozzamente nella roccia e le pareti sono state ricoperte da un intonaco di colore giallo privo di decorazioni. sul fondo, in posizione assiale rispetto all'ingresso, si apre una nicchia/cappella mentre nella parete sinistra si apre la porta di accesso alla camera funeraria sotterranea;
  - nicchia/cappella[N 31]: scoperta, perché murata, solo durante i lavori di consolidamento e restauro del 1925, presenta i dipinti parietali più belli e meglio conservati della TT31. 
    - soffitto: è diviso in due parti da una linea gialla longitudinale mediana, affiancata da scacchiere contenenti alternatamente fiori stilizzati a quattro petali neri, con centro rosso, e rossi, con centro nero;
    - parete di fondo (15): nella parte bassa, fasce colorate in giallo, rosso, nero e bianco. Al centro della parete, Osiride, a sinistra, seduto su un trono cubico con decorazione "a facciata di palazzo"; alle sue spalle, in piedi, Anubi. Dinanzi alle due divinità, in piedi, vestito con una pelle di leopardo e con ai piedi sandali di colore bianco, il titolare della tomba, Khonsu, porge, con la mano sinistra, un incensiere mentre, con la destra, versa acqua, da un vaso in forma di ankh su un cespuglietto di fiori di loto;
    - parete destra: Khonsu, titolare della tomba, rende omaggio alla dea Imentet, riconoscibile dal geroglifico che reca sul capo, protettrice della necropoli;
    - parete sinistra: il re Nebhepetre (Montuhotep II), della XI dinastia, che, specularmente con quanto è rappresentato sulla parete opposta, viene omaggiato da Khonsu[N 32];
- camera sotterranea: un corridoio discendente, intervallato da gradoni, porta a una camera sotterranea, non decorata, in cui, salvo 22 ushabty, null'altro fu rinvenuto.

### Annotazioni
1. ↑  La numerazione dei locali e delle pareti segue quella di Porter e Moss 1927, p. 44.
2. ↑  La prima numerazione delle tombe, dalla numero 1 alla 253, risale al 1913 con l’edizione del "Topographical Catalogue of the Private Tombs of Thebes" di Alan Gardiner e Arthur Weigall. Le tombe erano numerate in ordine di scoperta e non geografico; ugualmente in ordine cronologico di scoperta sono le tombe dalla 253 in poi.
3. ↑  I campi della Duat, ovvero l'aldilà egizio, si trovavano, secondo le credenze, proprio sulla riva occidentale del grande fiume.
4. ↑  Nella sua epoca di utilizzo, l'area era nota come "Quella di fronte al suo Signore" (con riferimento alla riva orientale, dove si trovavano le strutture dei Palazzi di residenza dei re e i templi dei principali dei) o, più semplicemente, "Occidente di Tebe".
5. ↑  le Tombe dei Nobili, benché raggruppate in un'unica area, sono di fatto distribuite su più necropoli distinte.
6. ↑  Le note, sovente di inquadramento topografico della tomba, sono tratte dal "Topographical Catalogue" di Gardiner e Weigall, ed. 1913 e fanno perciò riferimento alla situazione dell'epoca.
7. ↑  TT31 è una della poche Tombe dei Nobili oggi visitabili dal pubblico turistico. I dipinti parietali, particolarmente belli e ben conservati, sono tuttavia stati protetti, per evidenti motivi di conservazione e sicurezza, da pannelli in vetro che consentono una visione poco chiara degli stessi specie a causa dei riflessi.
8. ↑  Nella tomba si trovano riferimenti anche a Tjay; anche in questo caso, si ritiene che possa trattarsi di una variante di Ta.
9. ↑  È probabile che tale incarico sia stato ricoperto da Khonsu agli inizi della sua carriera poiché nelle scene che vi fanno riferimento è affiancato dalla prima moglie Ruia.
10. ↑  Particolarmente forte doveva essere il legame con la madre data l'enfasi con sui viene rappresentata nei dipinti parietali.
11. ↑  Nebhemhyt viene citato con l'epiteto "suo padre", ma non è specificato di chi e il termine "jt" designa genericamente un antenato, forse un nonno.
12. ↑  Prete "wab" di Montu e Primo Profeta di Sobek.
13. ↑  I preti "wab", ma anche "uab", o "uebu", appartenevano al basso clero ed erano incaricati della manutenzione degli strumenti del culto e degli oggetti comunque ad esso connessi. A loro competeva il lavacro e l'abbigliamento giornaliero della statua del dio presso cui operavano e a loro competeva il trasporto della statua del dio (generalmente su una barca sacra) durante le cerimonie. Erano gerarchicamente sottoposti ad un "grande prete wab" cui competevano le operazioni giornaliere di culto della divinità.
14. ↑  Cantatrice di Amon e Montu.
15. ↑  Supervisore alle stalle.
16. ↑  Secondo Profeta di Thutmosi III.
17. ↑  Prete di Tjenenet.
18. ↑  Cantatrice di Montu.
19. ↑  Cantatrice di Montu.
20. ↑  Prete di ?.
21. ↑  Il lungo periodo di regno di Ramses II, unitamente al vasto programma di costruzioni posto in essere dal re, fece sì che si giungesse ad un impoverimento della resa artistica e ad una forte standardizzazione dei soggetti e degli stili che appaiono spesso copiati da un sito a un altro confermando, peraltro, l'esistenza di botteghe specializzate.
22. ↑  In cui si apre peraltro l'accesso alla TT301 di Hori, Scriba della tavola del Signore delle Due Terre nel dominio di Amon.
23. ↑  La notevole differenza di dimensioni e forma tra le due stele, peraltro illeggibili, nonché i danni subiti nel tempo, sono da imputarsi alla scarsa qualità della roccia. Esiste anche la possibilità che la seconda stele sia stata creata, successivamente, per il titolare della TT301 il cui accesso si apre nello stesso cortile.
24. ↑  Il "sem" era il prete, o l'erede, cui competeva la cerimonia di apertura della bocca per consentire al defunto di vivere pienamente della Duat.
25. ↑  Circa 7,50 m x 1,75 x 2 di altezza, orientata sud (corridoio sinistro lunghezza 3,20 m) - nord (corridoio destro lunghezza 3,50).
26. ↑  In speciale evidenza il trasporto della statua del dio Montu su una piccola barca sacra dal tempio di Armant, l'antica On, a quello di Tod, l'antica Djerty.
27. ↑  Circa 0,80 m di larghezza x 1,30 di profondità x 1,50 di altezza.
28. ↑  circa 3,80 m di profondità x 1,60 di larghezza x 1,70 di altezza all'ingresso, che diventano 2 m verso la fine della camera; 
  -     - il soffitto si presenta leggermente curvo
29. ↑  Circa 1,10 di larghezza x 1,00 di profondità x 1,50 di altezza.
30. ↑  Circa 2,30 m di larghezza x 2,60 di lunghezza x 1,60 di altezza.
31. ↑  1,00 m di larghezza x 0,70 di profondità x 1,40 di altezza.
32. ↑  La presenza di tale sovrano della XI dinastia, non legato alla famiglia del defunto, né per qualche motivo connesso al culto funerario, si giustifica con la presenza, nella piana di Deir el-Bahari, del suo tempio funerario. Benché affiancato, nella XVIII dinastia, da quello di Hatshepsut, il tempio di Montuhotep II veniva considerato di particolare importanza come forma di culto alle divinità dell'occidente, ovvero dell'aldilà. La stessa Hatshepsut fece costruire il suo tempio sullo stile proprio di quello di Montuhotep considerandolo un esempio della vera architettura egizia, prima della parentesi Hyksos da cui proprio la XVIII dinastia
aveva tratto il Paese.

### Fonti
1. ↑  Porter e Moss 1927,  pp. 47-49.
2. ↑  Gardiner e Weigall 1913.
3. ↑  Donadoni 1999, , p. 115.
4. ↑  Tra cui Jiro Kondo (n. 1951), egittologo giapponese.
5. ↑  Davies e Gardiner 1948,  pp. 31-41.
6. ↑  Kampp 1996.
7. ↑  Davies 1924,  tav. X.
8. ↑  Davies 1924,  tav. XIV.
9. ↑  Davies e Gardiner 1948,  tavv. XVII-XX.